# Filmografia lui Tom Cruise

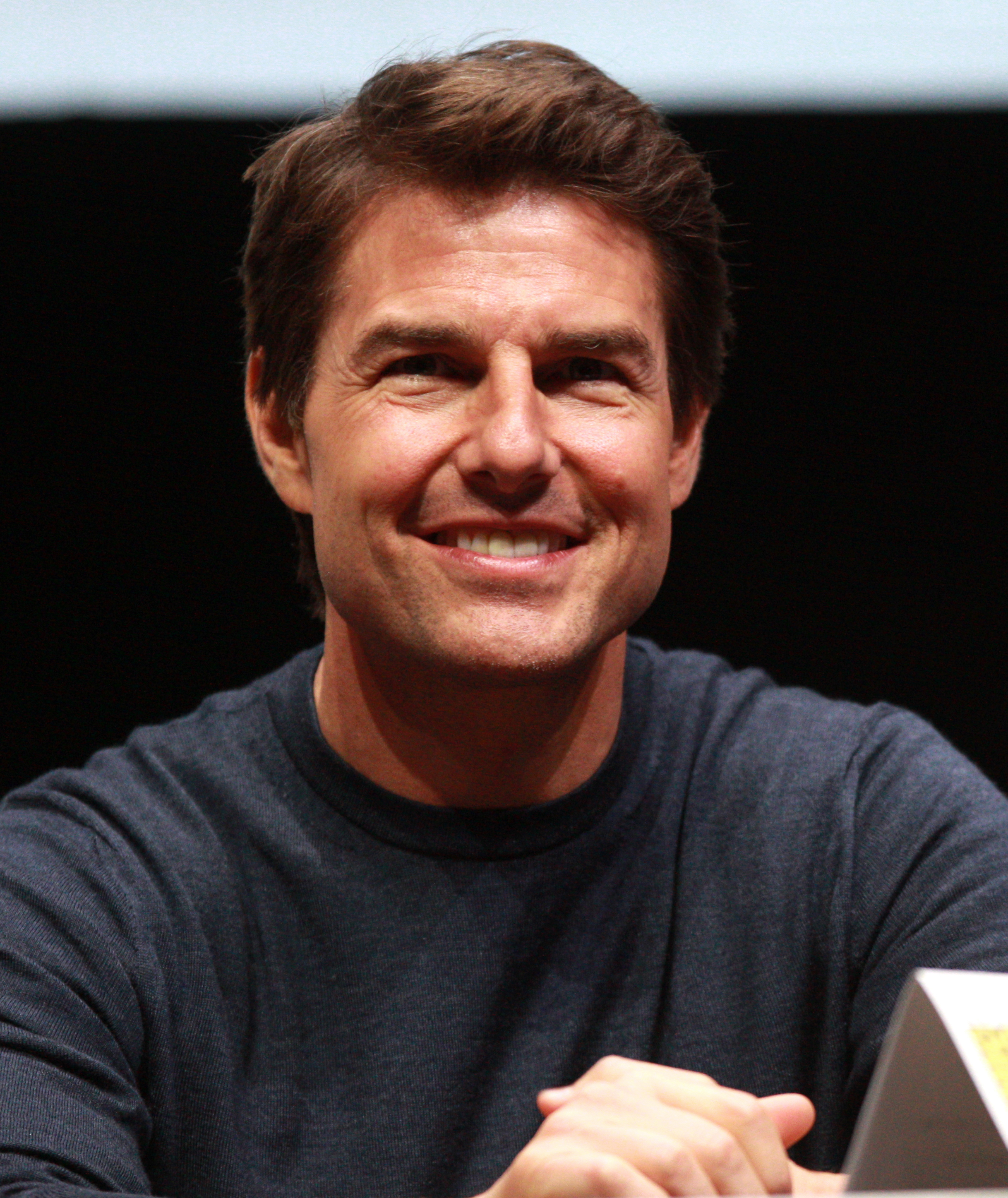
Cruise în 2013

Aceasta este fimogrfia actorului și producătorului de film american, Tom Cruise.

## Filmografie

### Ca actor
| An   | Titlu                                              | Rol                          | Note |
| ---- | -------------------------------------------------- | ---------------------------- | ---- |
| 1981 | Endless Love                                       | Billy                        |      |
| 1981 | Taps                                               | Cadet Captain David Shawn    |      |
| 1983 | The Outsiders                                      | Steve Randle                 |      |
| 1983 | Losin' It                                          | Woody                        |      |
| 1983 | All the Right Moves                                | Stefen "Stef" Djordjevic     |      |
| 1983 | Risky Business                                     | Joel Goodson                 |      |
| 1985 | Legend                                             | Jack O' The Green            |      |
| 1986 | Top Gun                                            | Lt. Pete 'Maverick' Mitchell |      |
| 1986 | The Color of Money                                 | Vincent Lauria               |      |
| 1988 | Cocktail                                           | Brian Flanagan               |      |
| 1988 | Rain Man                                           | Charlie Babbitt              |      |
| 1989 | Born on the Fourth of July                         | Ron Kovic                    |      |
| 1990 | Days of Thunder                                    | Cole Trickle                 |      |
| 1992 | Far and Away                                       | Joseph Donnelly              |      |
| 1992 | A Few Good Men                                     | Lt. Daniel Kaffee            |      |
| 1993 | The Firm                                           | Mitch McDeere                |      |
| 1994 | Interview with the Vampire: The Vampire Chronicles | Lestat de Lioncourt          |      |
| 1996 | Mission: Impossible                                | Ethan Hunt                   |      |
| 1996 | Jerry Maguire                                      | Jerry Maguire                |      |
| 1999 | Eyes Wide Shut                                     | Bill Harford                 |      |
| 1999 | Magnolia                                           | Frank T.J. Mackey            |      |
| 2000 | Mission: Impossible II                             | Ethan Hunt                   |      |
| 2001 | Stanley Kubrick: A Life in Pictures                | Narrator                     |      |
| 2001 | Vanilla Sky                                        | David Aames                  |      |
| 2002 | Space Station 3D                                   | Narrator                     |      |
| 2002 | Minority Report                                    | John Anderton                |      |
| 2002 | Austin Powers in Goldmember                        | Himself                      |      |
| 2003 | The Last Samurai                                   | Nathan Algren                |      |
| 2004 | Collateral                                         | Vincent                      |      |
| 2005 | War of the Worlds                                  | Ray Ferrier                  |      |
| 2006 | Mission: Impossible III                            | Ethan Hunt                   |      |
| 2007 | Lions for Lambs                                    | Senator Jasper Irving        |      |
| 2008 | Valkyrie                                           | Claus von Stauffenberg       |      |
| 2008 | Tropic Thunder                                     | Les Grossman                 |      |
| 2010 | Knight and Day                                     | Roy Miller                   |      |
| 2011 | Mission: Impossible – Ghost Protocol               | Ethan Hunt                   |      |
| 2012 | Rock of Ages                                       | Stacee Jaxx                  |      |
| 2012 | Jack Reacher                                       | Jack Reacher                 |      |
| 2013 | Oblivion                                           | Jack Harper                  |      |
| 2014 | Edge of Tomorrow                                   | Lt. Col. William "Bill" Cage |      |
| 2015 | Mission: Impossible – Rogue Nation                 | Ethan Hunt                   |      |
| 2016 | Jack Reacher: Never Go Back                        | Jack Reacher                 |      |

### Ca producător
| An   | Titlu                                | Rol                 | Note                |
| ---- | ------------------------------------ | ------------------- | ------------------- |
| 1996 | Mission: Impossible                  |                     |                     |
| 1998 | Without Limits                       |                     |                     |
| 2000 | Mission: Impossible II               |                     |                     |
| 2001 | The Others                           | Producător executiv |                     |
| 2001 | Vanilla Sky                          |                     |                     |
| 2002 | Narc                                 | Producător executiv |                     |
| 2002 | Hitting It Hard                      |                     | Film de scurtmetraj |
| 2003 | Shattered Glass                      | Producător executiv |                     |
| 2003 | The Last Samurai                     |                     |                     |
| 2004 | Suspect Zero                         |                     | Necreditat          |
| 2005 | Elizabethtown                        |                     |                     |
| 2006 | Ask the Dust                         |                     |                     |
| 2006 | Mission: Impossible III              |                     |                     |
| 2011 | Mission: Impossible – Ghost Protocol |                     |                     |
| 2012 | Jack Reacher                         |                     |                     |